# Барнард (Вермонт)
Барнард (англ. Barnard) — місто (англ. town) в США, в окрузі Віндзор штату Вермонт. Населення — 992 особи (2020).

## Демографія
Згідно з переписом 2010 року, у місті мешкало 947 осіб у 413 домогосподарствах у складі 286 родин. Було 716 помешкань
Расовий склад населення:
| - 96,7 % — білих - 0,7 % — азіатів - 0,2 % — чорних або афроамериканців - 0,1 % — корінних американців |

До двох чи більше рас належало 2,0 %. Частка іспаномовних становила 1,2 % від усіх жителів.
За віковим діапазоном населення розподілялося таким чином: 19,6 % — особи молодші 18 років, 60,5 % — особи у віці 18—64 років, 19,9 % — особи у віці 65 років та старші. Медіана віку мешканця становила 48,8 року. На 100 осіб жіночої статі у місті припадало 96,5 чоловіків;  на 100 жінок у віці від 18 років та старших — 96,6 чоловіків також старших 18 років.
Середній дохід на одне домашнє господарство  становив 93 463 долари США (медіана — 69 063), а середній дохід на одну сім'ю — 113 448 доларів (медіана — 81 838). Медіана доходів становила 81 023 долари для чоловіків та 48 333 долари для жінок. За межею бідності перебувало 3,9 % осіб, у тому числі 0,0 % дітей у віці до 18 років та 5,4 % осіб у віці 65 років та старших.
Цивільне працевлаштоване населення становило 365 осіб. Основні галузі зайнятості: виробництво — 18,1 %, освіта, охорона здоров'я та соціальна допомога — 17,3 %, мистецтво, розваги та відпочинок — 15,1 %, науковці, спеціалісти, менеджери — 14,5 %.